# Dornier Do 11
O Dornier Do 11 foi um bombardeiro médio alemão desenvolvido no início dos anos 30. Originalmente apelidado de Dornier F, foi alterado para Do 11 pelo Reichsluftfahrtministerium (RLM) em 1933. Na altura era considerado um bombardeiro pesado. Entrou em serviço em 1932, dando continuidade a uma linhagem de projectos de bombardeiros que já vinham desde o Dornier Do P em 1930 e do Dornier Do Y em 1931. Esta linhagem continuaria e acabaria por desenvolver o Dornier Do 13 e o Dornier Do 23.

## Variantes
Foram desenvolvidas 3 variantes desta aeronave:
- Do F - Protótipo do Do 11 antes da re-designação pelo RLM.
- Do 11C - Primeira versão produzira, sustentada por dois motores Siemens-Halske Sh.22B-2.
- Do 11D - Segunda versão produzida com uma menor envergadura para aliviar a vibração que o Do 11C sofria.

## Operadores
Bulgária
- Força Aérea da Bulgária

 Alemanha
- Luftwaffe